# Gobernación de As-Suwayda
La gobernación de As-Suwayda (en árabe: مُحافظة السويداء) es una de las 14 provincias que conforman la organización político-administrativa de la República Árabe Siria.

## Geografía
Con una superficie de 5 550 km² y longitud máxima de norte a sur de 120 km y de este a oeste de 66 km, la Gobernación de As-Suwayda está situada en la parte suroeste del país y se localiza al sureste de Damasco. Limita al norte y nordeste con la gobernación del Rif de Damasco, al oeste con la gobernación de Daraa y al este con las regiones sirias del desierto de Sham y los cerros de Tulul al-Safá; mientras que al sur su frontera es con el Reino Hachemita de Jordania.
La capital de esta muhafazah (gobernación) es la ciudad homónima As-Suwayda. Otras ciudades son Shahba y Salkhad.

## Población
La población de esta gobernación es de unos 375 000 habitantes (censo de 2011) y su densidad poblacional es de 66,67 habitantes por cada kilómetro cuadrado, y la mayor parte vive en las partes occidentales de la gobernación, especialmente en las laderas occidentales de Jabal al-Druze. Las tribus beduinas viven en la árida región de Harrat Ash Shamah.

### Religión
Es la única gobernación de Siria con mayoría drusa 70%, y que cuenta también con una gran minoría de seguidores de la Iglesia Ortodoxa Oriental 20% así como una pequeña comunidad de refugiados musulmanes 10% principalmente de la gobernación de Daraa, así como de otras partes de Siria. Según el censo de 1980, los drusos constituían el 87,6 por ciento de la población, los cristianos (en su mayoría de la Iglesia ortodoxa de Grecia) el 11 por ciento y los musulmanes sunníes constituían el 2 por ciento.